# Scalenodontoides
Scalenodontoides is een geslacht van uitgestorven therapsiden, behorend tot de Cynodonta. Het leefde in het Laat-Trias (Norien - Rhaetien, ongeveer 215 - 201 miljoen jaar geleden) en zijn fossiele overblijfselen zijn gevonden in Afrika.

## Naamgeving
De typesoort Scalenodontoides macrodontes werd in 1957 benoemd door Alfred Walter Crompton en Paul Ellenberger. De geslachtsnaam betekent 'op Scalenodon gelijkend'. De soortaanduiding betekent zoiets als 'met grote tanden'.
De soort werd benoemd op basis van een losse onderkaak gevonden in bodems uit het Laat-Trias van Lesotho. Andere fossielen werden later toegewezen aan dit dier, waaronder de rechtersnuit SAM K336 en specimen BP/1/5395, een goed bewaard gebleven gedeeltelijke schedel (Gow en Hancox, 1993) uit Lesotho en Zuid-Afrika.

## Beschrijving
Dit dier was meer dan anderhalve meter lang en had een enorm lichaam en hoofd. Scalenodontoides wordt gekenmerkt door een vrij korte snuit, grote bovenste slaapvensters en een zeer robuuste onderkaak. De schedel lijkt in het algemeen sterk op die van de beter bekende Exaeretodon, maar er is een transversaal pariëtaal platform dat over het achterhoofd hangt, een uniek kenmerk onder cynodonten. De onderkaak wordt gekenmerkt door een massieve schuine symphysis, terwijl de voortanden naar voren hellen. De postcaninen zijn groot, de grootste onder zoogdierachtige cynodonten, en zijn rechthoekig van vorm; de linguale (binnenste) knobbel van de postcaninen is hoger en meer naar achteren gericht dan de labiale (buitenste) knobbel; een talonide is aanwezig. De schedel lijkt ook op die van Diademodon.

## Fylogenie
Scalenodontoides is een vertegenwoordiger van de Traversodontidae, een groep nogal gespecialiseerde cynodonte therapsiden met herbivore gewoonten; met name Scalenodontoides lijkt een bijzonder gespecialiseerde vorm te zijn geweest, vergelijkbaar met de bekende Exaeretodon (Kammerer et alii, 2012).